# CV-166
La CV-166 es una carretera valenciana que actúa como conexión entre la misma carretera, la CV-15, en el tramo entre Albocácer y Benasal (oficialmente Albocàsser y Benassal), donde dicha carretera da la vuelta por el norte y la CV-166 va totalmente al contrario, por el sur.

## Nomenclatura

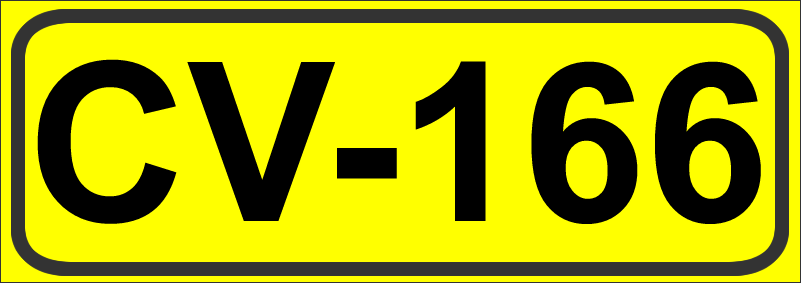
Indicador

La carretera CV-166 pertenece a la red de carreteras locales de la Generalidad Valenciana. Su nombre viene de la CV (que indica que es una carretera autonómica de la Comunidad Valenciana) y el 166, es el número que recibe dicha carretera, según el orden de nomenclaturas de las carreteras locales de la Comunidad Valenciana.

## Historia
Hasta hace poco, el tramo de la CV-166 entre Culla y San Pablo era una carretera totalmente distinta, se deniminaba CV-163, y pertenecía a la Diputación Provincial de Castellón. Pero tras ser remodelada durante la primera mitad de 2007, la CV-163 fue incluida en la CV-166, y la antigua desapareció.

## Trazado actual
Aun siendo una carretera que comienza y finaliza en la misma vía, es utilizada en diferentes tramos:
- Tramo San Pablo - Torre de Embesora: Acceso desde la CV-15 en San Pablo al municipio de Torre de Embesora.
- Tramo CV-15 - Benasal -Fuente Seguras - Culla: Acceso desde la CV-15 (justo antes del Puerto de Ares) hasta Culla, por Benasal.

Comienza en un cruce en la carretera CV-15, en el punto de comienzo del Puerto de Ares en esa carretera. A pocos kilómetros y tras un pequeño puerto de montaña, llega a Benasal, que lo atraviesa por el medio del pueblo. En ese punto es de donde sale una carretera, la CV-167, que comunica con Villafranca del Cid. Tras salir del pueblo, se adentra en un frondoso bosque, por el cual, un poco más adelante, llegará a Fuente Seguras, aunque solo pasa próxima a la pedanía bensalense. Tras este, por un puerto de montaña, llegará a Culla, situado en la cima de una montaña.

### Municipios y zonas de interés próximos
- CV-15
- Benasal
- Fuente Seguras
- Culla
- Torre de Embesora
- San Pablo de Albocácer

## Futuro de la CV-166
No hay proyectos nuevos